# Atzbach (Oberösterreich)
Atzbach ist eine Gemeinde  in Oberösterreich im Bezirk Vöcklabruck  im Hausruckviertel mit 1205 Einwohnern (Stand 1. Jänner 2025). Die Gemeinde liegt im Gerichtsbezirk Vöcklabruck.

## Geografie
Der Ort Atzbach liegt auf 464 m Höhe im Hausruckviertel, einige bewaldete Hügel erreichen Höhen von über 500 Meter. Die Ausdehnung beträgt von Nord nach Süd 6 km, von West nach Ost 5,2 km. Die Gemeinde hat eine Fläche von vierzehn Quadratkilometer, davon werden mehr als drei Viertel landwirtschaftlich genutzt, vierzehn Prozent sind bewaldet.

### Gemeindegliederung
Das Gemeindegebiet umfasst folgende 21 Ortschaften (in Klammern Einwohnerzahl Stand 1. Jänner 2025):
- Aigen (31)
- Atzbach (473)
- Baumgarting (84)
- Breitwiesen (10)
- Enzelsberg (17)
- Freundling (51)
- Gneisting (44)
- Hippelsberg (46)
- Katzenberg (34)
- Köppach (63)
- Lameckberg (20)
- Oberapping (15)
- Oberholzham (16)
- Point (13)
- Reichering (30)
- Ritzling (50)
- Schnötzing (25)
- Seiring (14)
- Staudach (38)
- Unterapping (48)
- Weigensam (83)

Die Gemeinde besteht aus der Katastralgemeinde Atzbach.

### Nachbargemeinden
|           | Wolfsegg am Hausruck                        |                             |
| Manning   | Kompassrose, die auf Nachbargemeinden zeigt | Niederthalheim              |
| Rutzenham | Pitzenberg                                  | Oberndorf bei Schwanenstadt |

## Geschichte
Erstmals urkundlich erwähnt wurde Otesbach (Atzbach) im Jahr 1120. Zehn Jahre später wird ein Dietmar Chotepach (Köppach) genannt. Sein Name und Rudolf Chotepach scheinen in den folgenden Jahrzehnten mehrfach auf. Um 1344 wird erstmals das Schloss Köppach mit seinem Besitzer Ulrich der Anhanger erwähnt, als er dem Grafen von Schaunburg seine Dienstbarkeit gelobt. In den folgenden Jahrhunderten sind die wechselnden Besitzer des Schlosses gut dokumentiert. Im Jahr 1858 brannte das dreistöckige Schloss nach einem Blitzschlag ab und wurde nur noch zweigeschoßig aufgebaut. Nach einem schweren Unwetter wurde das Gebäude in den 60er Jahren des 20. Jahrhunderts abgetragen.

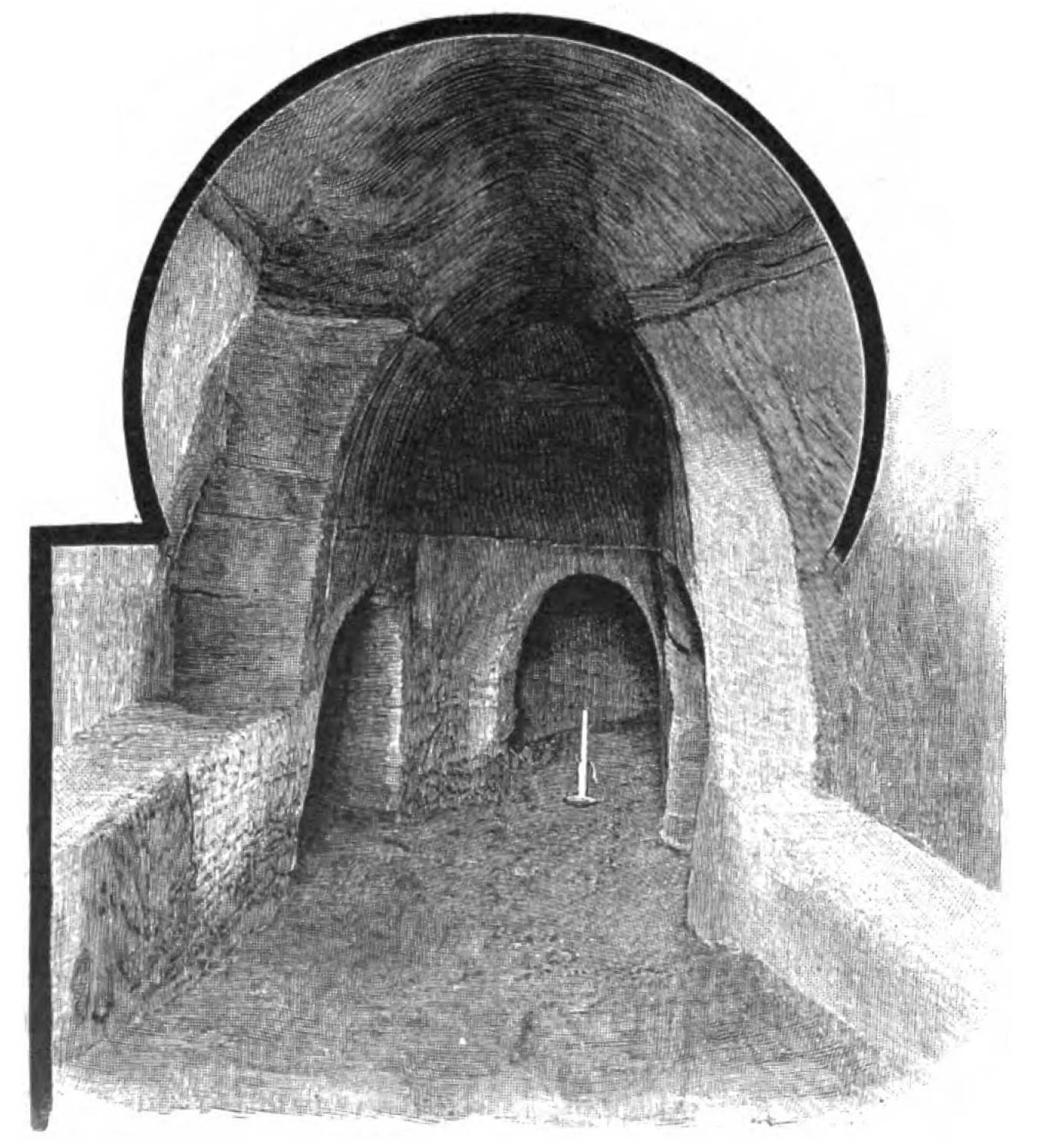
Künstliche Höhle in Reichering: Beratungskammer

In der Ortschaft Reichering wurde eine sehr detailreiche künstliche Höhle mit zwei Etagen und mehreren Kammern entdeckt. Das Reiterschwert, das beim Ausräumen des oberen Teils der Höhle gefunden wurde, stammt aus der Zeit des Dreißigjährigen Krieges. Beschrieben wurde die Anlage in ihren Einzelheiten von dem Höhlenforscher Lambert Karner, der auch einen Höhlenplan anfertigte.
Während der Napoleonischen Kriege war der Ort mehrfach besetzt.
Seit 1918 gehört der Ort zum Bundesland Oberösterreich. Nach dem Anschluss Österreichs an das Deutsche Reich am 13. März 1938 gehörte der Ort zum Gau Oberdonau. Nach 1945 erfolgte die Wiederherstellung Oberösterreichs.
Die Gemeinde war bis Ende 2004 Teil des Gerichtsbezirks Schwanenstadt und wurde per 1. Jänner 2005 Teil des Gerichtsbezirks Vöcklabruck.

## Kultur und Sehenswürdigkeiten

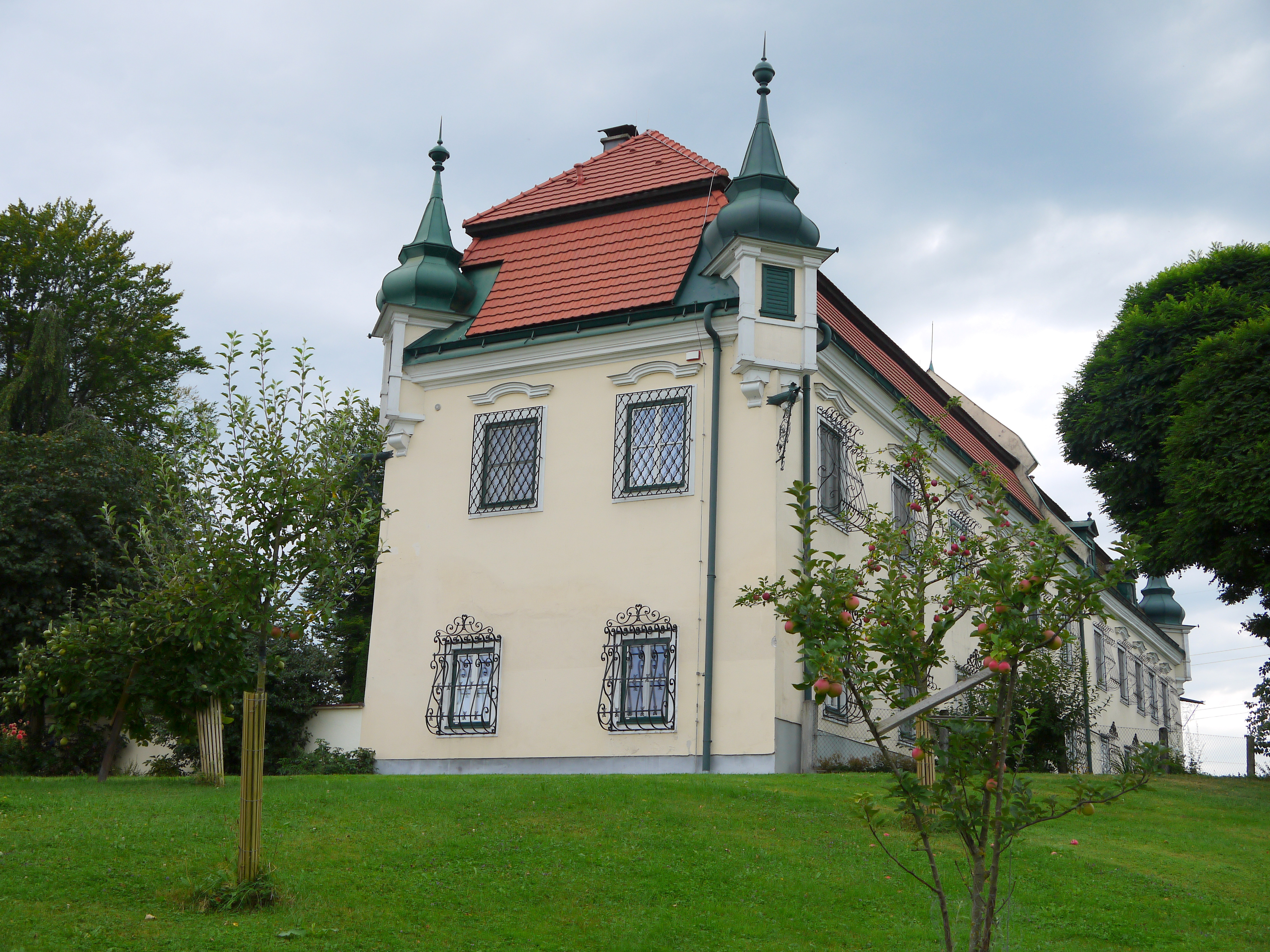
Schloss Aigen

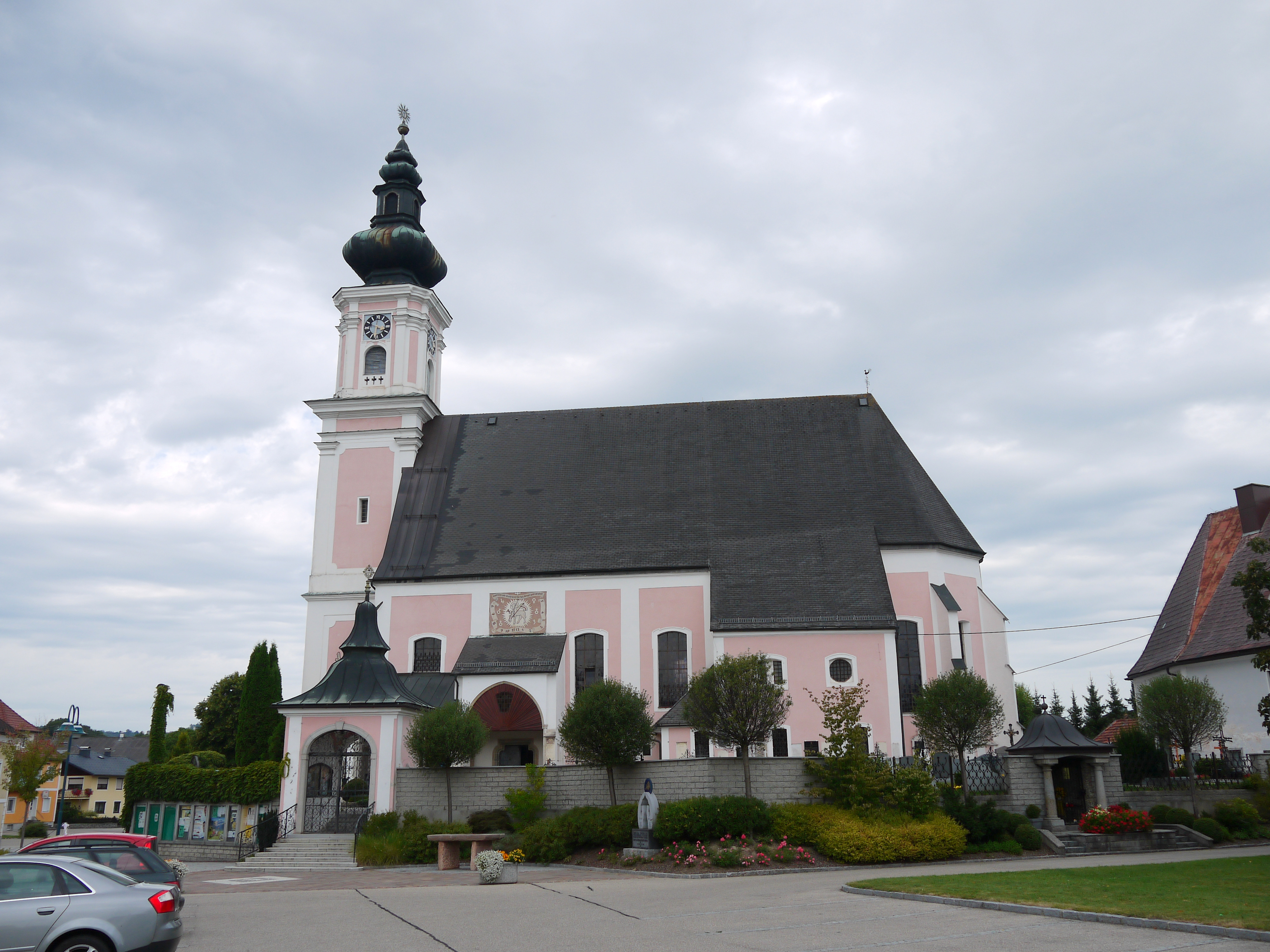
Pfarrkirche Atzbach

- Schloss Köppach
- Schloss Aigen (Atzbach)
- Schloss Katzenberg (Atzbach)
- Pfarrkirche Atzbach

## Wirtschaft und Infrastruktur
Der größte Arbeitgeber der Gemeinde ist die Firma Peneder in Ritzling.

### Wirtschaftssektoren
Von den 58 landwirtschaftlichen Betrieben des Jahres 2010 waren 38 Haupterwerbsbauern. Diese bewirtschafteten achtzig Prozent der Flächen. Im Produktionssektor arbeiteten 122 Erwerbstätige im Bereich Herstellung von Waren und 96 im Baugewerbe. Die wichtigsten Arbeitgeber des Dienstleistungssektors waren die Bereiche freiberufliche Dienstleistungen (97), Handel (62) und soziale und öffentliche Dienste (30 Mitarbeiter).
| Wirtschaftssektor            | Anzahl Betriebe | Anzahl Betriebe | Erwerbstätige | Erwerbstätige |
| Wirtschaftssektor            | 2011            | 2001            | 2011          | 2001          |
| ---------------------------- | --------------- | --------------- | ------------- | ------------- |
| Land- und Forstwirtschaft 1) | 58              | 76              | 70            | 82            |
| Produktion                   | 22              | 14              | 223           | 203           |
| Dienstleistung               | 47              | 21              | 216           | 72            |

1) Betriebe mit Fläche in den Jahren 2010 und 1999

### Arbeitsmarkt, Pendeln
Im Jahr 2011 lebten 564 Erwerbstätige in Atzbach. Davon arbeiteten 178 in der Gemeinde, mehr als zwei Drittel pendelten aus. Von den umliegenden Gemeinden kamen 331 Menschen zur Arbeit nach Atzbach.

## Politik
Der Gemeinderat hat 13 Mitglieder.
- Mit den Gemeinderats- und Bürgermeisterwahlen in Oberösterreich 2003 hatte der Gemeinderat folgende Verteilung: 19 ÖVP.
- Mit den Gemeinderats- und Bürgermeisterwahlen in Oberösterreich 2009 hatte der Gemeinderat folgende Verteilung: 15 ÖVP und 4 FPÖ.
- Mit den Gemeinderats- und Bürgermeisterwahlen in Oberösterreich 2015 hatte der Gemeinderat folgende Verteilung: 13 ÖVP und 6 FPÖ.
- Mit den Gemeinderats- und Bürgermeisterwahlen in Oberösterreich 2021 hat der Gemeinderat folgende Verteilung: 8 ÖVP und 5 FPÖ.[9]

### Bürgermeister
Bürgermeister seit 1850 waren:
- 1850–1858 Johann Niedermayer
- 1858–1860 Johann Schachinger
- 1860–1867 Josef Castaldo
- 1867–1870 Castaldo (ohne Vorname)
- 1870–1873 Johann Niedermair
- 1873–1876 Michael Ennser
- 1876–1879 Johann Muggenhuber
- 1879–1882 Andrä Scheibmeier
- 1882–1885 Franz Wiesmüller
- 1885–1894 Leoplod Riedl
- 1894–1896 Mathias Racher
- 1896–1900 Johann Pabst
- 1900–1903 Johann Obermaier
- 1903–1906 Josef Thallinger
- 1906–1909 Franz Thallinger
- 1909–1912 Josef Pühringer
- 1912–1919 Mathias Wagner
- 1919–1925 Johann Humer
- 1925–1929 Josef Reinthaler
- 1929–1934 Heinrich Humer
- 1934–1938 Franz Mair
- 1938–1945 Karl Obermair
- 1945–1947 Franz Schachinger
- 1947–1949 Franz Kapllmüller
- 1949–1955 Johann Hütterer
- 1955–1961 Ferdinand Ketllgruber
- 1961–1983 Franz Obermair
- 1983–2008 Friedrich Gruber (ÖVP)
- seit 2008 Berthold Reiter (ÖVP)

### Wappen
Blasonierung: In Gold ein schwarzer, mit silbernem Wellenbalken belegter Schrägbalken, aus dem oben ein grünes, über den Schrägbalken nach unten gebogenes Lindenblatt wächst. Die Gemeindefarben sind Grün-Gelb-Grün.
Das 1975 verliehene Gemeindewappen beruht in vereinfachter Form auf dem Wappen des Geschlechts der Anhanger, die bis ins 16. Jahrhundert Besitzer des Schlosses Köppach waren. Der hinzugefügte Wellenbalken verweist auf den Ortsnamen.